# Johann Gasteiger

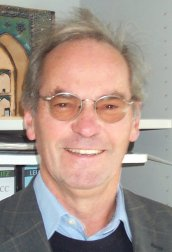

Johann Gasteiger (Dachau, 27 de outubro de 1941) é um químico alemão com especialidade em quimioinformática.

## Vida
Johann Gasteiger estudou química na Universidade de Munique, no Instituto Federal de Tecnologia de Zurique (em alemão: ETH Zürich) e na Universidade de Zurique. Obteve seu título de doutor em Química Orgânica na Universidade de Munique, em 1971, sob a orientação do professor Rolf Huisgen. Após realizar um estágio de pós-doutorado na Universidade da Califórnia em Berkeley, até o ano de 1972, passou a lecionar na Universidade Técnica de Munique e lá obteve sua habilitação, em 1979, com o professor Ivar Ugi. De 1994 a 2007 lecionou como professor na Universidade de Erlangen-Nuremberg, onde fundou o Centro de Computação e Química (em alemão: Computer-Chemie-Centrum, CCC). Em 1997 Johann Gasteiger fundou a empresa Molecular Networks, a qual, dentre vários outros programas de computador, comercializa e fornece suporte àqueles desenvolvidos no CCC.
Sua área de trabalho é a quimioinformática, a qual ele influenciou substancialmente não apenas na Alemanha, mas também em vários outros países. Seus interesses em pesquisa são essencialmente o desenvolvimento de software para o planejamento e desenho de fármacos (como por exemplo para o estudo da relação estrutura-atividade), a simulação de reações químicas, o planejamento de síntese em química orgânica, a simulação de espectros (ramo da espectroscopia) e o tratamento de informação química através de redes neurais e algoritmos genéticos.

## Trabalho
No ano de 1979 Johann Gasteiger publicou, juntamente com Mario Marsili, um método para o cálculo iterativo de cargas parciais em moléculas. Até hoje esta é sua publicação mais citada . Entre 1987 e 1991 foi o coordenador do projeto para o desenvolvimento do banco de dados ChemInform RX. Desde 1985 o gerador de estruturas 3D denominado CORINA tem sido desenvolvido pelo seu grupo de pesquisa e também pela Molecular Networks. É principalmente devido ao seu esforço que hoje as redes neurais artificiais são um dos métodos padrão para aqueles que trabalham com quimioinformática. Johann Gasteiger possui mais de 250 publicações em periódicos, as quais foram citadas mais de 7 mil vezes. Orientou doutorandos e supervisionou pós-doutorandos tanto alemães como de vários outros países.

## Distinções
- 1991: prêmio de agradecimento Gmelin-Beilstein concedido pela Sociedade Alemã de Química (em alemão: Gesellschaft Deutscher Chemiker, GDCh) pelas brilhantes realizações em computação química
- 1997: prêmio Herman Skolnik da Divisão de Informação Química da Sociedade Americana de Química (em inglês: American Chemical Society, ACS)
- 2005: prêmio Mike Lynch da Chemical Structure Association
- 2006: prêmio da ACS para Computadores em Pesquisa Química e Farmacêutica
- 2006: a 2a Conferência Alemã em Quimioinformática (durante o 20o CIC-Workshop da Divisão de Química-Informação-Computadores da GDCh) foi dedicada a Johann Gasteiger

## Publicações (seleção)

### Periódicos
- J. Gasteiger & M. Marsili. A new model for calculating atomic charges in molecules, Tetrahedron Lett. 1978, 19, pp. 3181–3184. doi:10.1016/0898-5529(90)90156-3
- J. Gasteiger, C. Rudolph, J. Sadowski. Automatic generation of 3D-atomic coordinates for organic molecules, Tetrahedron Comput. Method. 1992, 3, pp. 537–547. doi:10.1016/0898-5529(90)90156-3
- J. Zupan & J. Gasteiger. Neural networks: a new method for solving chemical problems or just a passing phase?, Anal. Chim. Acta 1991, 248, pp. 1–30. doi:10.1016/S0003-2670(00)80865-X

### Livros
- J. Gasteiger & J. Zupan: Neural Networks in Chemistry and Drug Design, ISBN 3-527-29779-0
- J. Gasteiger & T. Engel (Eds.): Chemoinformatics - a Textbook, ISBN 3-527-30681-1
- J. Gasteiger (Ed.): Handbook of Chemoinformatics: From Data to Knowledge (em 4 volumes), ISBN 3-527-30680-3